# Romeins aquaduct

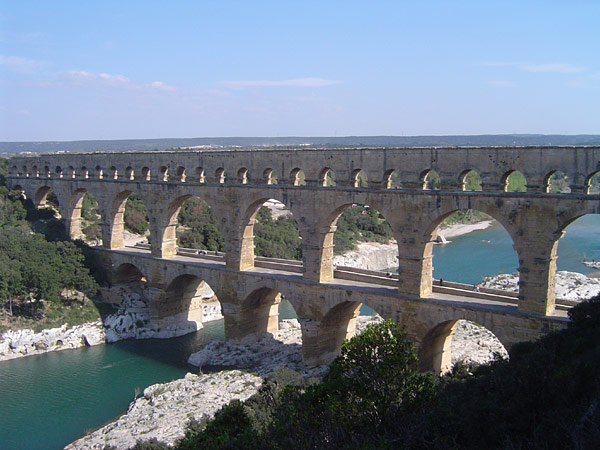
De Pont du Gard in Frankrijk, een Romeins aquaduct, gebouwd tussen 38 en 52 n.Chr.

Romeinse aquaducten zijn aquaducten die door de Romeinen werden gebouwd om water te transporteren naar steden en industriële gebieden. In het oude Rome bevonden zich elf van deze kunstmatige watergangen. Ze werden gebouwd over een periode van 500 jaar.
De aquaducten behoren tot de grootste technische prestaties van de Romeinen. De gebruikte technieken bleven in de 1000 jaar na aanleg ongeëvenaard. Veel steden, voornamelijk in Noord-Afrika, gebruiken nog steeds de oude Romeinse aquaducten voor hun watervoorziening.

## Oorsprong

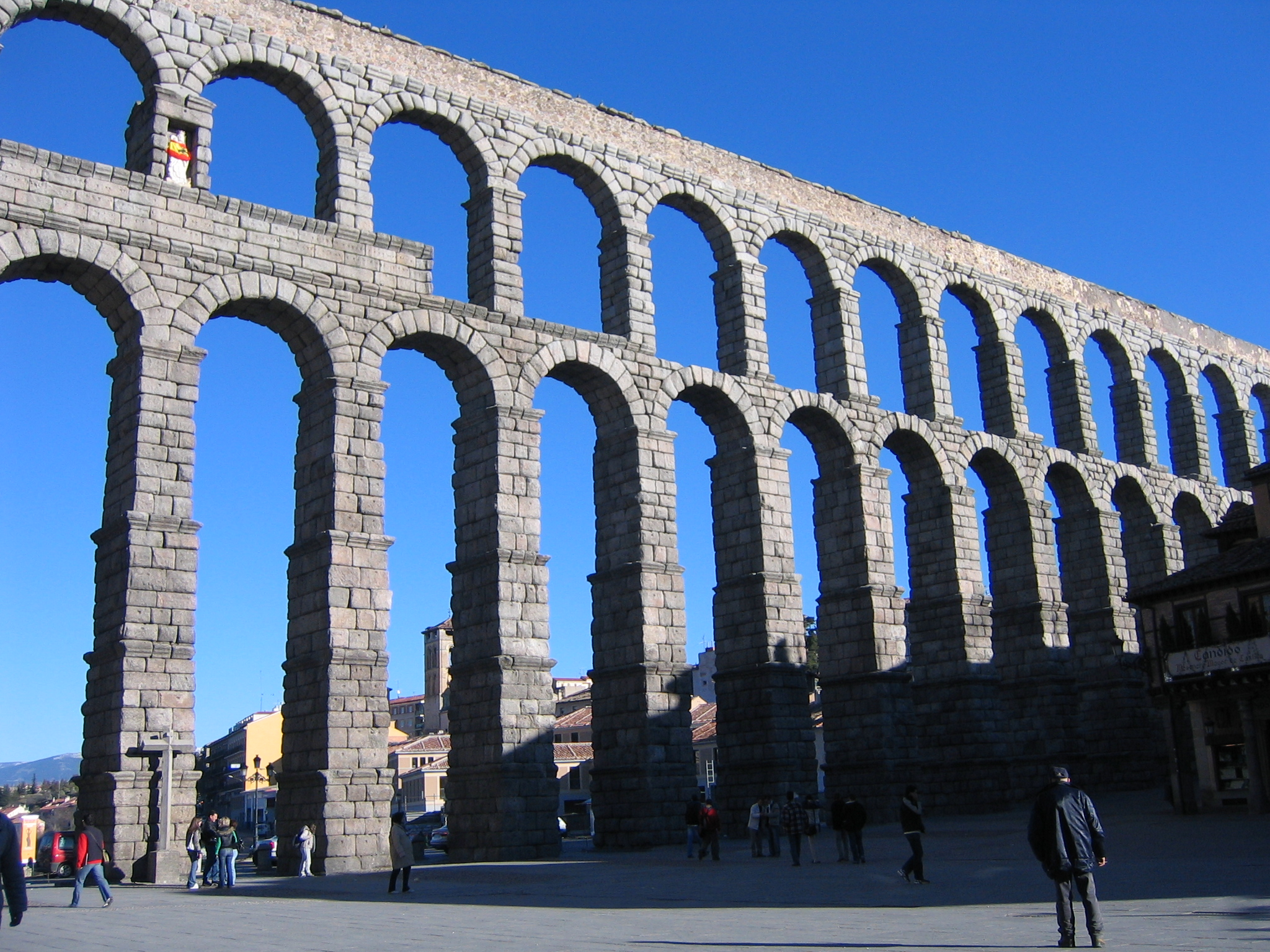
Aquaduct van Segovia

Het woord 'aquaduct' bestaat uit de Latijnse woorden 'aqua' (water) en 'ducere' (leiden). Het aquaduct wordt vermeld door de Griekse historicus, geograaf en filosoof Strabo als de structuren die door de Grieken werden verwaarloosd, en voor het eerst in gebruik werden genomen door de Romeinen.
Natuurlijke waterbronnen waren overvloedig aanwezig om zo het volk in de stad van water te voorzien. Rond deze bron werd een verzamelbassin gebouwd, waarvandaan het water door kanalen naar de publieke fonteinen stroomde. Er is geen enkele reden om te zeggen dat deze fonteinen dicht bij of bijna bij de bron stonden, en zeker niet dat het kleine kanaaltjes waren. Uit historische bronnen is dit helaas niet te achterhalen, maar er zijn wel vele voorbeelden van Romeinse bouwwerken bewaard gebleven, zij het dan in minder goede staat. Er werd grote aandacht gespendeerd aan het onderhoud en de versiering van de fonteinen, waar de mensen hun water konden halen. De fonteinen werden steeds gewijd aan een god of held, waardoor ze bijna magische krachten bezaten. De fonteinen werden een soort statussymbool.
De Griekse schrijver Pausanias van Lydië beweerde dat een plaats niet de titel stad kon krijgen, als ze niet beschikte over dergelijke fonteinen. Het is dan ook nodig om deze auteur en andere hellenistische auteurs te vermelden, voor hun beschrijvingen van een aantal van de meest gevierde fonteinen, zoals die van Theagenes, in Megara en die van Peirene en Lerna in Korinthe - waar er trouwens nog meer fonteinen waren, meestal opgericht door Hadrianus.

## Techniek

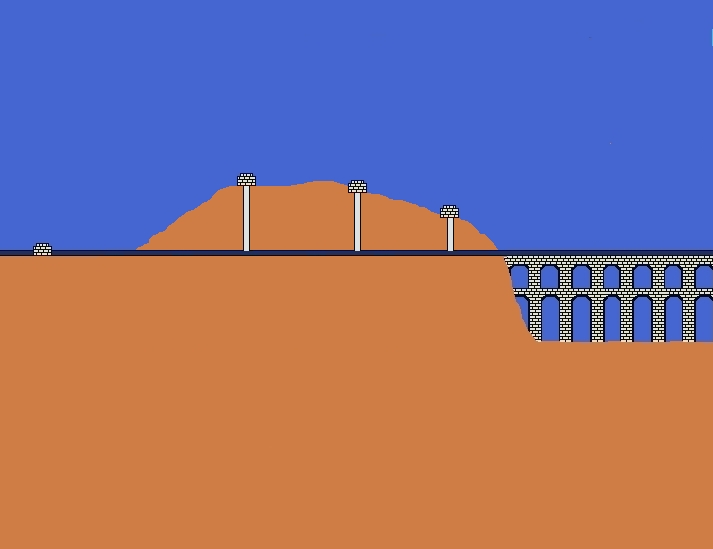
Een doorsnede van een Romeins aquaduct onder de grond: deze tunnel werd met de hand uitgegraven en voorzien van controleputten.

### Bouw
De totale lengte van de aquaducten voor de stad Rome wordt geschat tussen 420 en 500 km. Toch liep slechts 47 km hiervan bovengronds: de meeste Romeinse aquaducten lagen onder de grond. Deze ondergrondse bouw hielp om het water vrij van ziekte te houden (lijken van dode dieren mogen niet in het aquaduct terechtkomen en kunnen daar zo geen epidemieën veroorzaken) en hielp de aquaducten tevens tegen vijandelijke aanvallen beschermen. Bovendien bleef het water in de grond fris. Het langste Romeinse aquaduct was dat van Constantinopel. Het op een na langste, het Zaghouan Aquaduct, is waarschijnlijk 92,5 km lang. Het werd gebouwd in de 2e eeuw om Carthago (in het huidige Tunesië) te voorzien van voldoende drinkwater. Carthago lag op dat moment immers in een zeer droog en woestijnachtig gebied.

### Bogen
De arcaden, een reeks bogen, die algemeen als aquaduct zelf worden afgeschilderd, mogen niet met het eigenlijke aquaduct worden verward. Deze spaarbogen, soms in verscheidene rijen boven elkaar, werden samen met tunnels geconstrueerd om de doorstroming van het water te garanderen over onregelmatig terrein. De bogen vormden een cruciaal punt voor de stabiliteit van het aquaduct: de steunberen mochten bijvoorbeeld niet in het midden van een boog eronder worden geplaatst, anders zou het bouwwerk instorten.

### Controle
Op regelmatige afstanden werden controleputten en beluchtingsschachten ingebouwd. Deze kanalen waren meestal rechthoekig en voorzien van kleine "laddertjes", zodat men in het aquaduct kon afdalen voor inspectie en onderhoud. Dit hield in: schoonmaken van het aquaduct, verkalking tegengaan en controle op lekkages of vernielingen. Afhankelijk van gebied en van waterhoeveelheid, waren deze zo'n 0,5 tot 2 meter breed en werden ze schoongemaakt (eigenlijk: geschuurd) met kalk. Daarna werd de kalk weggespoeld met water.

### Technische hoogstand
Romeinse aquaducten waren uiterst verfijnd gebouwd. Zij werden gebouwd op zeer hoog technisch en wiskundig niveau, met een verval (bijvoorbeeld: de Pont du Gard) van slechts 34 cm per km. Het Romeinse aquaduct daalde gemiddeld verticaal slechts 17 m over een lengte van 50 km. Volledig voortgestuwd door de zwaartekracht, konden zij grote hoeveelheden water zeer efficiënt overbrengen. De Pont du Gard kon tot 20.000 m³ water per dag vervoeren, en de combinatie van alle aquaducten uit Rome vervoerde rond 1 miljoen m³ water.
Dat Romeinse aquaducten technische en architectonische hoogstandjes waren, blijkt wel uit het feit dat de gebruikte technieken zelfs tot in onze tijd overleefd hebben. De huidige ingenieurs gebruiken gelijksoortige technieken om riolen en waterleidingen aan te leggen in moeilijk bereikbare gebieden, uiteraard met vernieuwde materialen.

## Aquaducten in Rome
Om de grote bevolking van Rome van water te voorzien werd deze stad minstens 1.127.220 m³ water per dag geleverd door elf aquaducten. De eerste gedetailleerde statistieken van de aquaducten in de stad werden opgesteld rond 97 door Sextus Julius Frontinus, de curator aquarum (inspecteur van de aquaducten) van Rome tijdens de regeringsperiode van Nerva. Minder informatie is beschikbaar over aquaducten die na Frontinus werden gebouwd. Het gaat om 2 aquaducten: de Aqua Traiana (gebouwd ten tijde van keizer Trajanus) en de Arcus Alexandriana (gebouwd ten tijde van keizer Severus Alexander).
| Naam              | Bouwjaar                | Gebouwd onder                             | Lengte (km) | Hoogte aan de bron (m) | Hoogte in Rome (m) | Hoogte- verschil (m) | Capaciteit (m³ per dag) | Waterkwaliteit                          |
| ----------------- | ----------------------- | ----------------------------------------- | ----------- | ---------------------- | ------------------ | -------------------- | ----------------------- | --------------------------------------- |
| Aqua Appia        | 312 v.Chr.              | Appius Claudius Caecus en Caius Plautius  | 16,561      | 30                     | 20                 | 10                   | 73.000                  | Uitstekend                              |
| Aqua Anio Vetus   | 272 v.Chr. - 269 v.Chr. | Manius Curius Dentatus en Flavius Flaccus | 63,64       | 280                    | 48                 | 232                  | 175.920                 | Matig                                   |
| Aqua Marcia       | 144 v.Chr. - 140 v.Chr. | Quintus Marcius Rex                       | 91,424      | 318                    | 59                 | 259                  | 187.600                 | Uitstekend                              |
| Aqua Tepula       | 125 v.Chr.              | Lucius Cassius Longinus Ravilla           | 17,745      | 151                    | 61                 | 90                   | 17.800                  | Warm bronwater (gebruikt in de thermen) |
| Aqua Julia        | 33 v.Chr.               | Marcus Vipsanius Agrippa                  | 21,677      | 350                    | 64                 | 286                  | 48.240                  | Uitstekend                              |
| Aqua Virgo        | 19 v.Chr.               | Marcus Vipsanius Agrippa                  | 20,697      | 24                     | 20                 | 4                    | 100.160                 | Uitstekend                              |
| Aqua Alsietina    | 2 v.Chr. (?)            | Augustus                                  | 32,815      | 209                    | 17                 | 192                  | 15.680                  | Niet geschikt als drinkwater            |
| Aqua Claudia      | 38 - 52 n. Chr.         | Caligula-Claudius                         | 68,681      | 320                    | 67                 | 253                  | 184.280                 | Uitstekend                              |
| Aqua Anio Novus   | 38 - 52                 | Caligula                                  | 86,876      | 400                    | 70                 | 330                  | 189.520                 | Slecht (troebel water)                  |
| Aqua Traiana      | 109                     | Trajanus                                  | 32,500      | 250                    | 30                 | 220                  |                         |                                         |
| Aqua Alexandriana | 226                     | Severus Alexander                         | 22,03       |                        | 20                 |                      |                         |                                         |

## Constructie

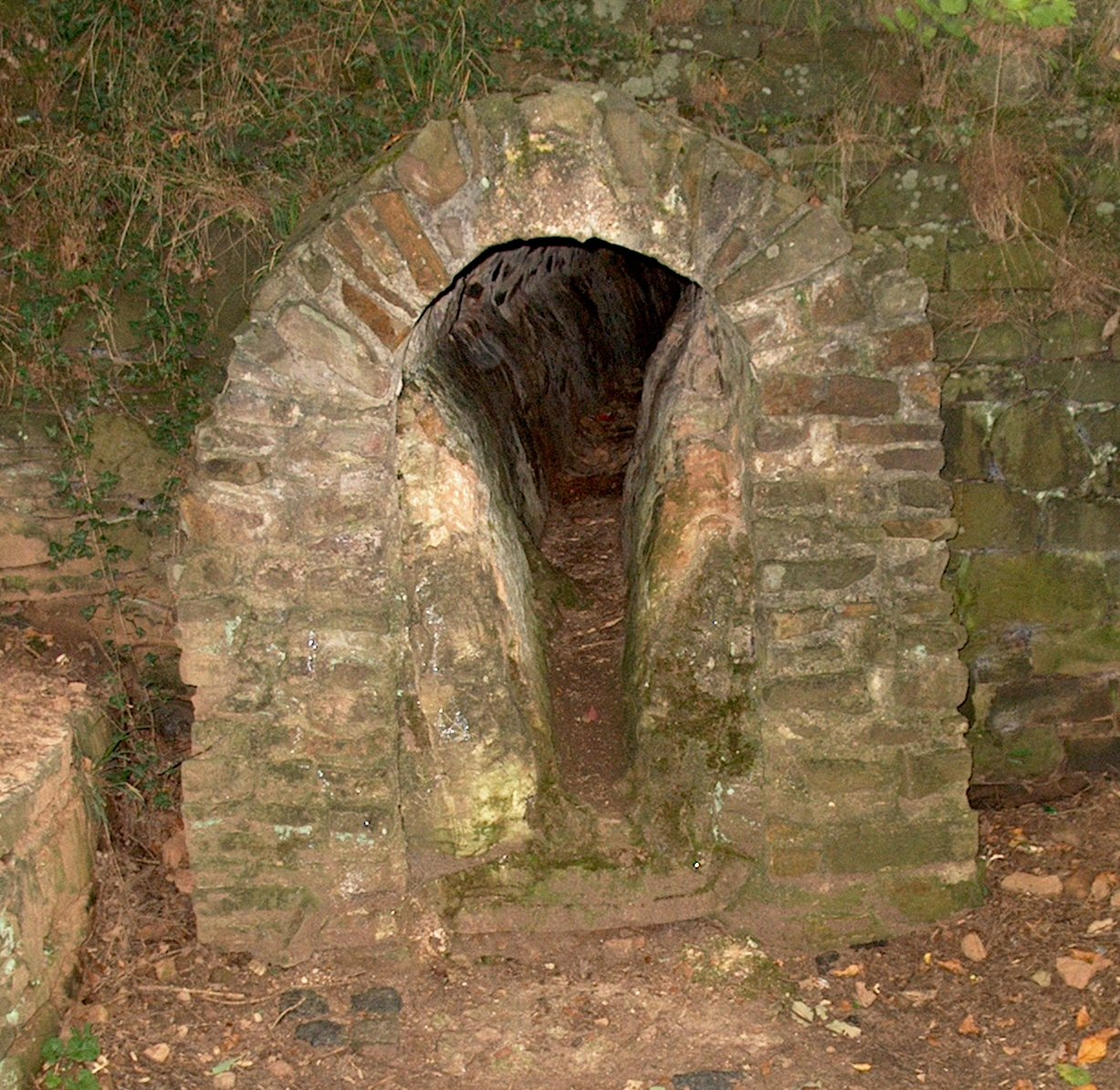
Een doorsnede van het Eifelaquaduct in Duitsland, gebouwd in 80 n.Chr. Het toont duidelijk de afzetting van calciumcarbonaten, waardoor het aquaduct op den duur zelfs zou dichtslibben.

### Meetinstrumenten
Bij de bouw van Romeinse aquaducten werden vele hulpmiddelen en speciale gereedschappen gebruikt. Een voorbeeld is de chorobates, een houten voorwerp, gesteund door vier benen met daarop een houten vlakke plaat, waarin een halve cirkel gegraveerd was. Bij gebruik werd de halve cirkel gevuld met water en de hoek waarbij het water effen stond, was de juiste hoek. Het werd gebruikt om het terrein te effenen voor de bouw aanving en is dus vergelijkbaar met de huidige waterpas.
Om rechte hoeken te meten gebruikte men de groma. Dit was echter tegen de 2e eeuw v.Chr. al verouderd; vanaf toen gebruikte men de dioptra, een instrument dat aanvankelijk werd gebruikt in de hellenistische astronomie om hoeken tussen sterren te meten. Een dioptra werd ook vaak gebruikt als instrument om twee tegenoverliggende punten op een berg aan te duiden en zo een rechte tunnel te kunnen graven.
Verder werd ook nog het schietlood gebruikt: een loden gewicht hing aan een touw. Dit instrument werd gebruikt om te kijken of de muren wel recht gebouwd waren. Nu gebruikt men nog steeds het schietlood. Om afstanden te meten gebruikten de Romeinen een hodometer. Dit gebeurde door het aantal omwentelingen van een wiel te tellen en dit aantal te vermenigvuldigen met de omtrek van dat wiel.

### Waterdichtheid
Als de rotswand te poreus was, omdat ze bestond uit bijvoorbeeld zandsteen of  kalksteen, gebruikten de Romeinen een soort beton of metselspecie (op basis van grind en gips) om de wand waterdicht te maken. Soms kwamen zelfs loden platen voor om water tegen te houden, maar die waren vrij duur en moesten van ver ingevoerd worden (o.a. uit Hispania en Britannia). Als alternatief gebruikten de Romeinen soms dierenhuiden of schors van bomen. Een andere veel voorkomende techniek was het onverglaasde aardewerk, waarbij het aardewerk niet van glazuur werd voorzien.

### Dammen
In het volledige Romeinse Rijk waren er verscheidene honderden stuwdammen, gewoonlijk voor het verzamelen van afvalwater of regenwater, eerder zelden voor de winning van drinkwater. De meeste dammen waren zogenaamde gewichtsstuwmuren, dat wil zeggen dat de muur de waterdruk van een stuwmeer slechts door middel van zijn eigen gewicht tegenhoudt.
Er waren ook een soort van boogdammen, waarmee de druk kon worden weggeleid naar de flanken. Enkele bekende voorbeelden zijn de Esparragalejodam bij Mérida, die nog steeds voor de plaatselijke irrigatie wordt gebruikt, of de stuwdam bij Vallon de Baume in Frankrijk.

## Plaats van de aquaducten
Water was als onmisbaar levensmiddel zeer belangrijk voor de inwoners van het Romeinse Rijk. In alle delen van het rijk werden daarom aquaducten gebouwd om de steden van schoon drinkwater te voorzien. De organisatie van aanvoer en distributie van drinkwater lag in handen van de cura aquarum, die bestond uit mannen met een goede reputatie bij de keizer. Het water werd verdeeld door de staat en was staatseigendom. In sommige steden werd zelfs belasting geheven op waterverbruik.

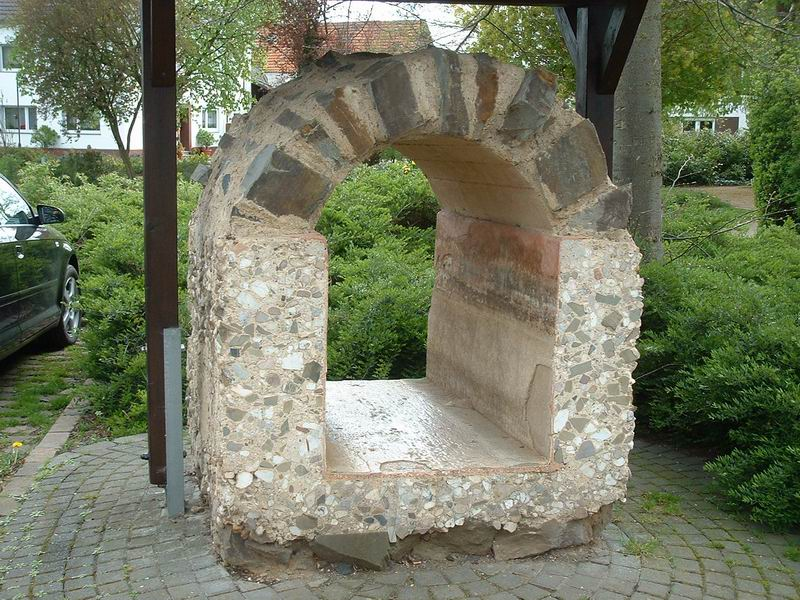
Een stukje van het Eifelaquaduct in profiel

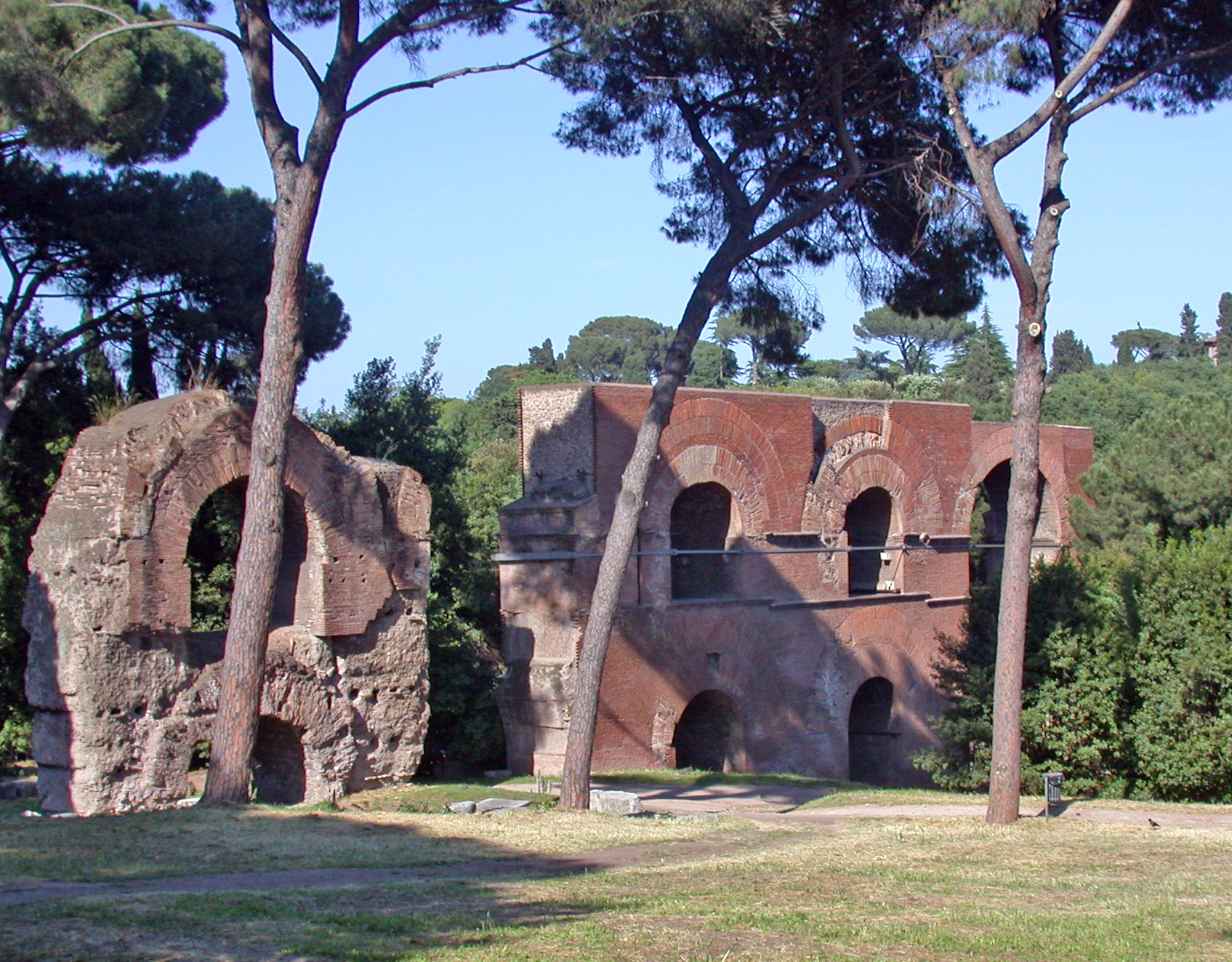
De Aqua Claudia, gebouwd van 38 - 52. Het rechterdeel is gerestaureerd.

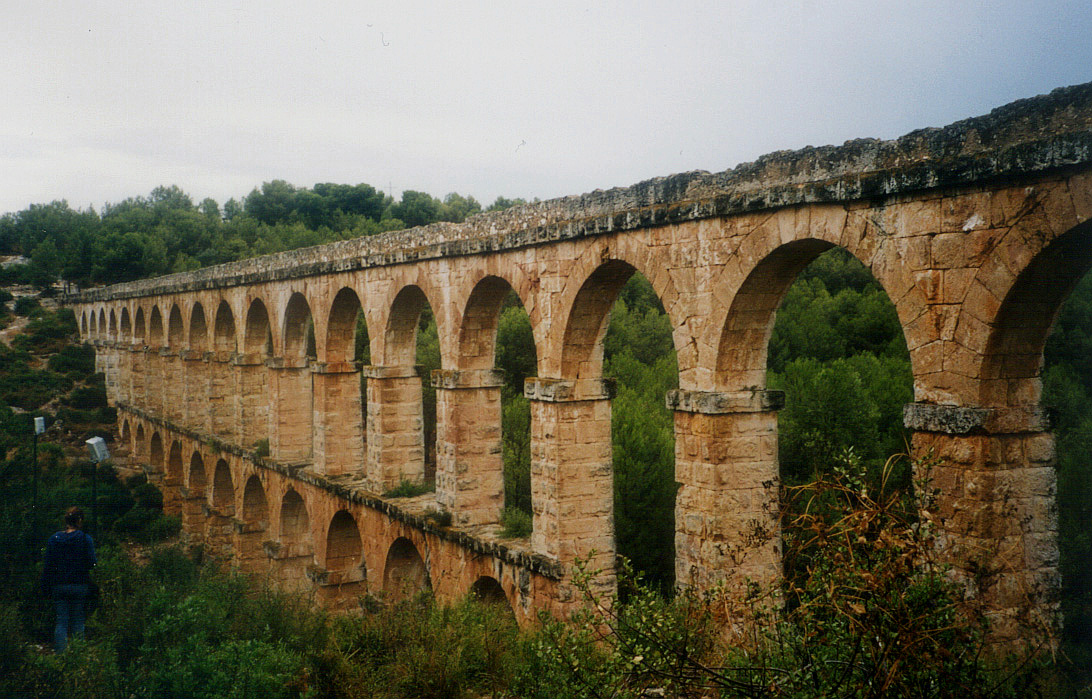
Een Romeins aquaduct in Tarragona(Spanje)

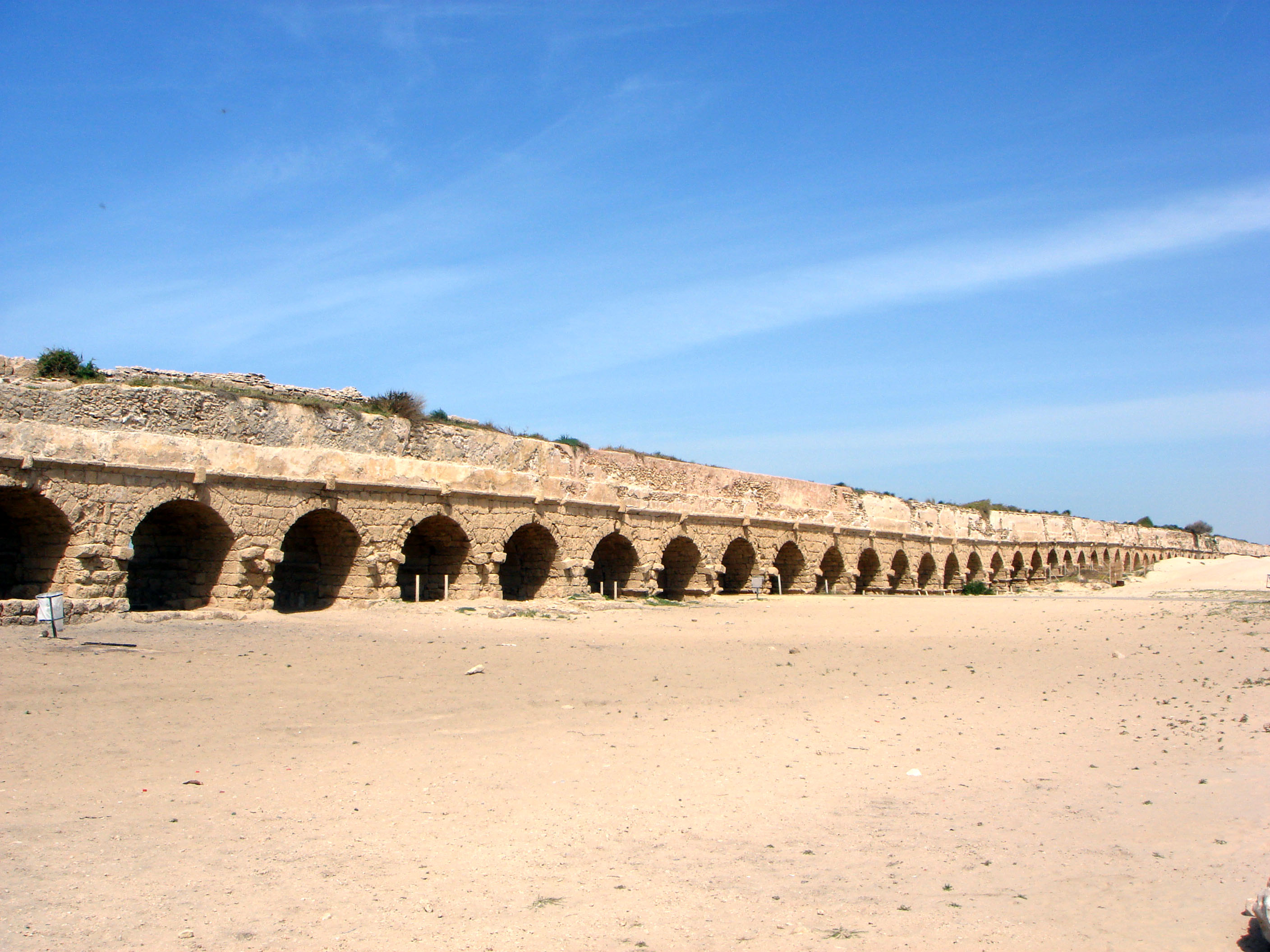
Aquaduct van Caesarea in Israël.

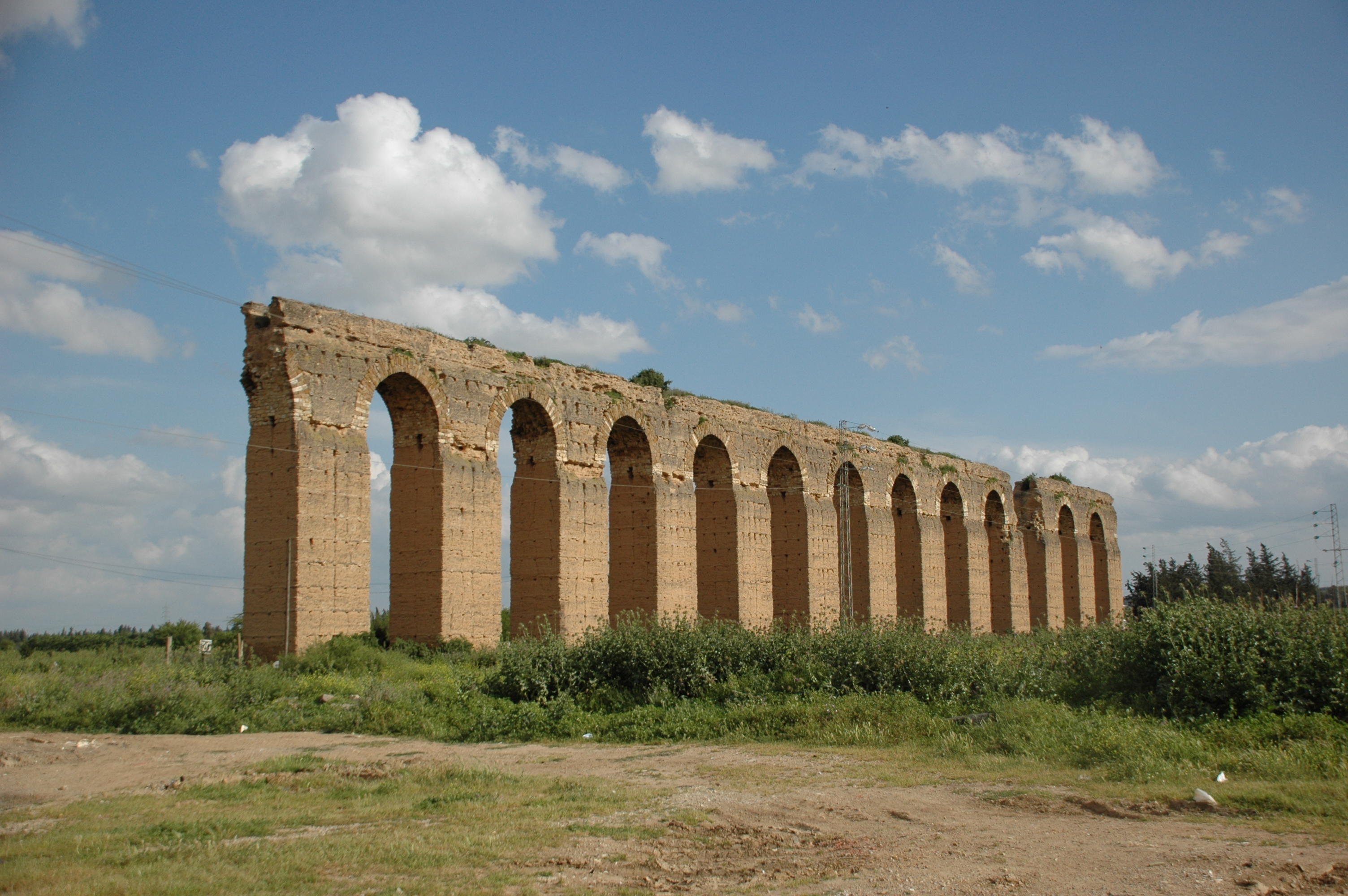
Zaghouan Aquaduct bij Tunis

### België, Nederland, Duitsland en Luxemburg
In de Lage Landen zijn niet veel aquaducten gebouwd, omdat er destijds niet veel grote steden waren en hier grote rivieren stromen; de Schelde, Maas, Rijn en Waal. In Tongeren ligt het best bewaarde aquaduct van de Lage Landen, namelijk het huidige Beukenberg ten westen van de stad.
In Nijmegen is ook een aquaduct getraceerd dat het Romeinse legerkamp (Ulpia Noviomagus Batavorum) van water voorzag. Via een nu nog herkenbare infrastructuur van aardwerken, dijken en geulen liep het aquaduct hier vermoedelijk vanuit het huidige Berg en Dal naar het legerkamp. Van het aquaduct zelf zijn geen sporen gevonden, mogelijkerwijze omdat het was aangelegd met hout, dat in de loop van jaren vergaan is. In Nijmegen zelf is een cisterne gevonden, die door zijn omvang wijst op wateraanvoer van buitenaf. Deze bevond zich op het hoogste punt van het legerkamp.
In het Duitse Eifelgebied is in 80 na Chr. het Eifelaquaduct aangelegd, om Keulen te voorzien van water uit onder andere Nettersheim. Het loopt grotendeels onder de grond (bescherming tegen Germanen en bevriezing), maar had ook enkele bruggen om valleien over te steken, waaronder een van 1,4 km lang.

### Frankrijk
Hier staat het bekendste aquaduct, namelijk de Pont du Gard. Het ligt bij Remoulins in Gard (departement). Hij overspant de rivier de Gardon en is in 3 lagen arcaden gebouwd. De totale hoogte bedraagt 49 m en het langste deel is 275 m. De eerste laag is een weg (voor strijdwagens), de tweede is een straat (een via) voor voetgangers en de derde vormt het eigenlijke aquaduct (1,8 m hoog en 1,2 m breed).
Het Aquaduct van Gorze werd gebouwd om de drie thermen en het volk (meer dan 20.000 personen) van water te voorzien. De brug startte in Ars-sur-Moselle, waar zich een tank bevond om zand te laten bezinken, zodat er geen zand in de waterleiding achterbleef. In Jouy werd het water weer door een bassin geleid, voordat het naar Metz (het vroegere Divodurum) werd getransporteerd.
Het Aquaduct en molens van Barbegal nabij Arles voorzag de stad van vers drinkwater en meel, gemalen door de 16 watermolens aangedreven door water afkomstig van het aquaduct.

### Italië
Het eerste aquaduct was de Aqua Appia. Deze liep langs de oudste heirbaan, de Via Appia. Het aquaduct was klaar in 312 v. Chr. en was gebaseerd op de technieken die de Grieken toepasten. Het ging er om de helling van de waterleiding vol te houden, zodat het hoogste punt steeds op een hoger niveau bleef dan het eindreservoir, anders stroomt het water niet naar beneden. Door het hoogteverschil (10 meter) had de Aqua Appia een lengte van 16,5 km, terwijl de bron op slechts 11 kilometer van Rome lag.
De Anio Vetus (ook wel Anio Antiqua), in 272 v.Chr. gebouwd, was 60 kilometer lang en was in feite het eerste exemplaar van een aquaduct, omdat dit aquaduct minder op de technieken van de Grieken gebaseerd was en meer leek op de aquaducten zoals wij die van de Romeinen kennen.

### Spanje
De vroegste irrigatiewerken in Spanje stammen uit de Romeinse tijd. Na de val van het Romeinse Rijk en de komst van de Visigoten (4e eeuw) raakte een groot deel ervan in verval en sommige werden met de grond gelijk gemaakt. De Arabisch-Islamitische immigranten (de Andalusies), die in de 8e eeuw hun irrigatietechnieken naar Spanje brachten, herstelden en verbeterden dat wat er nog over was uit de Romeinse tijd en legden nieuwe irrigatiesystemen aan.

### Turkije
Aquaducten (Turks: su kemeri) in de vorm van bruggen werden vanaf de Romeinse tijd gebruikt om water van de bron over dalen naar de steden te transporteren. Gedurende de heerschappij van Süleyman de Grote werd het vervallen en geruïneerde watersysteem van de Romeinen gerenoveerd en zelfs uitgebreid.
Delikkemer is een Romeinse aquaduct van Patara, gebouwd in de eerste eeuw na Chr.
De 4e-eeuwse Romeinse aquaducten die nog steeds geheel of deels te zien zijn: Valens (Bozdogan) in Istanbul (gebouwd in 368), Ma'zulkemer, Karakemer en Turuncluk.

### Midden-Oosten
In Israël en in Libanon hebben de Romeinen ook aquaducten aangelegd. In het huidige Israel nabij Caesarea. In Libanon bij het huidige Tyrus, Batroun, Byblos en Beiroet. In Jericho op de Westbank zijn eveneens resten van een Romeins aquaduct te zien. Het 170 kilometer lange aquaduct van Gadara had enkele steden van de Dekapolis van water moeten voorzien, maar werd nooit helemaal afgebouwd.

### Afrika
Na de verwoesting van de stad Carthago in 146 v.Chr. werd ook Noord-Afrika (Algerije, Libië, Egypte en Tunesië) ingelijfd in het Romeinse Rijk. In de hoogtijden van het Romeinse Rijk was aldaar veel bedrijvigheid: import en export van goederen en in de bloeiende steden werden aquaducten gebouwd. Deze voorzagen de grote steden, zoals Carthago, Leptis Magna en Sabratha, van water, hetgeen broodnodig was in de dorre en woestijnige streken. Het op een na langste aquaduct, het Zaghouan Aquaduct, werd gebouwd in huidig Tunesië om Carthago van drinkwater te voorzien.

## Waterdiefstal
De meeste Romeinen moesten hun water bij de openbare putten of fonteinen verkrijgen, maar vaak werden er gaten gemaakt in het aquaduct om zo de eigen velden te irrigeren. De Romeinse officier en magistraat Sextus Julius Frontinus schrijft daarover in zijn boek De Aquaeductibus Urbis Romae (Over de aquaducten in Rome):

(...) een groot aantal grondeigenaars, over wiens gebieden aquaducten lopen, tappen zelf ook water van de leidingen af; daarbij komt nog dat de eigenlijke openbare watervoorziening door individuen privébezit wordt, door er hun eigen tuinen mee te bevloeien.
— Sextus Julius Frontinus, II 75

Aangezien de leiding voor individuen meermaals geen water meevoerde, werd er zelfs illegaal een gedeelte van de ondergrondse leidingen in de stad verplaatst, om zo het water aan de publieke fonteinen en putten te onttrekken. Dit was een ernstig probleem, want meermaals werden de Romeinen geconfronteerd met watersnood. De keizers namen dit probleem dan ook serieus en legden zware straffen aan de daders op.

## Verval van de aquaducten

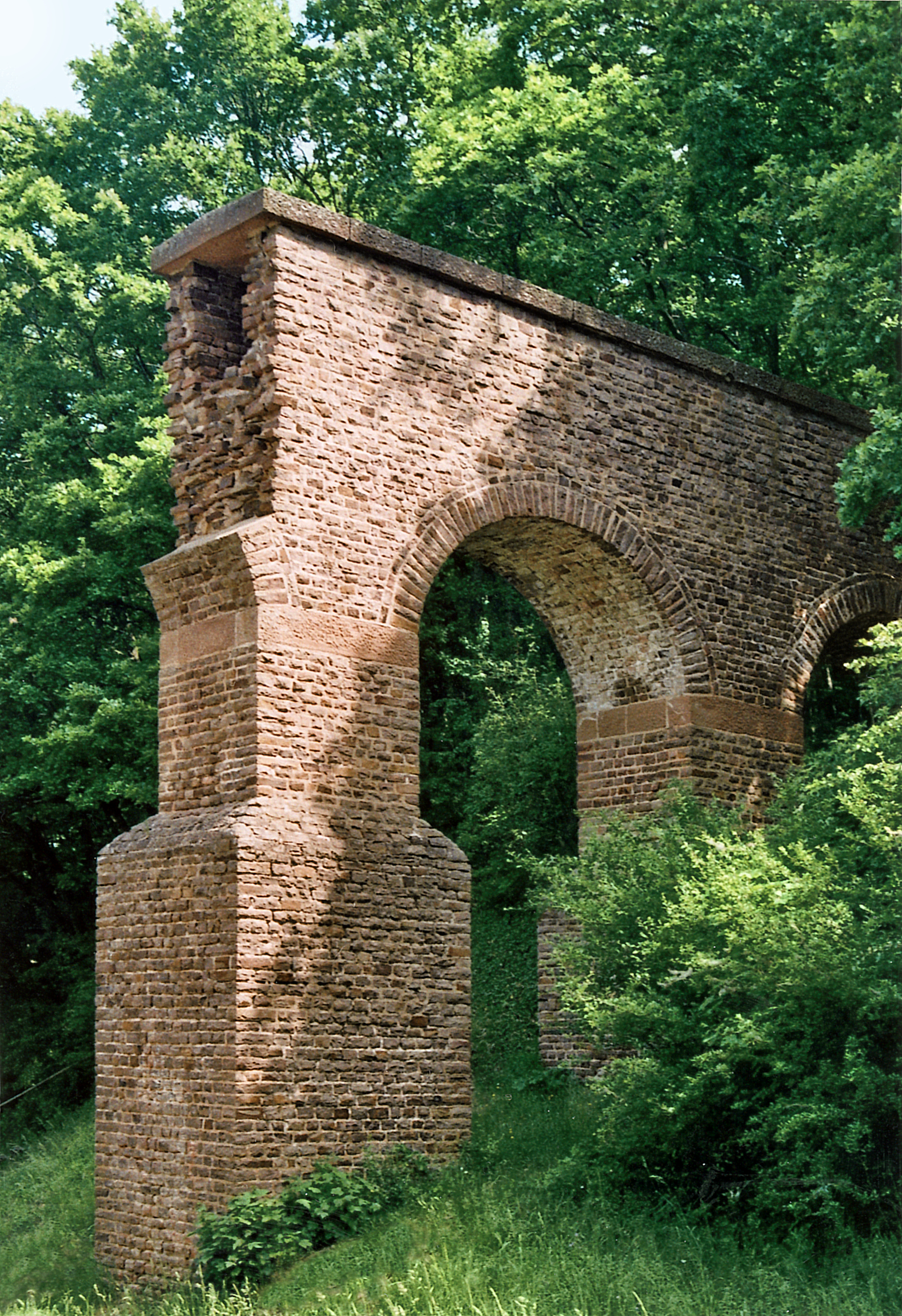
Een stuk van het gerestaureerde Eifelaquaduct in Duitsland

Met de val van het Romeinse Rijk kwamen veel aquaducten in onbruik of werden gewoon afgebroken om er andere gebouwen mee te bouwen. Voorts was al een aanzienlijk aantal aquaducten beschadigd of vernield door vijanden. De meeste aquaducten in Rome raakten zwaar beschadigd bij de Gotische oorlogen in de 6e eeuw. Tijdens de belegering van Rome in 537 liet de Gotische koning Witiges enkele aquaducten afbreken, om zo de Romeinen te dwingen door watergebrek hun strijd te staken. De Byzantijnse generaal Belisarius verdedigde de stad en liet de aquaducten ook onklaar maken door de waterkanalen te dichten met zware rotsblokken, om zo te voorkomen dat aanvallers via deze weg de stad konden binnenkomen. Na de Gotische oorlogen was Italië verwoest en waren er geen middelen meer om de aquaducten te herstellen.
De daling van het aantal aquaducten had invloed op de demografische evolutie in Rome, dat in zijn bloeitijd een bevolkingsaantal van ca. 1 miljoen mensen had, terwijl dat daalde naar slechts 50.000 in de 6e eeuw. Grote delen van de stad werden verlaten en de resterende burgers trokken naar wijken als de Campus Martius en Trastevere waar bij de Tiber nog wel drinkwater te vinden was.
In de middeleeuwen werden enkele aquaducten weer deels hersteld (vooral in warme streken, als Spanje en Noord-Afrika, maar ook in Rome), maar deze werden nooit meer zo groots als in de oudheid. In Rome bestonden de grote thermen niet meer, maar de industriële watermolens op de Janiculum en een aantal fonteinen in de stad konden zo weer van water worden voorzien. Zo functioneert de Aqua Virgo tot op heden nog steeds als de Acqua Vergine en voedt onder meer de beroemde Fontana di Trevi. De meest noordelijk gelegen aquaducten werden pas veel later hersteld (19e eeuw) en waren tevens hun functie kwijt.
Met de opkomst van het classicisme in de 18e eeuw, maar vooral in de 19e eeuw, werden er opnieuw vele aquaducten in hun eer hersteld. Het is te zeggen: ze werden niet meer als waterleiding gebruikt, want vaak waren er té grote lancunes in de bouwwerken, maar ze werden vooral gerestaureerd om nog een beeld van toen te hebben. Vandaag de dag staan er nog vele Romeinse aquaducten te verkommeren, maar de meeste zijn (deels dan wel) gered van de sloophamer en zijn een uitzonderlijk voorbeeld van ons voorvaderlijk patrimonium.

## Romeins aquaduct op 5 eurobiljet

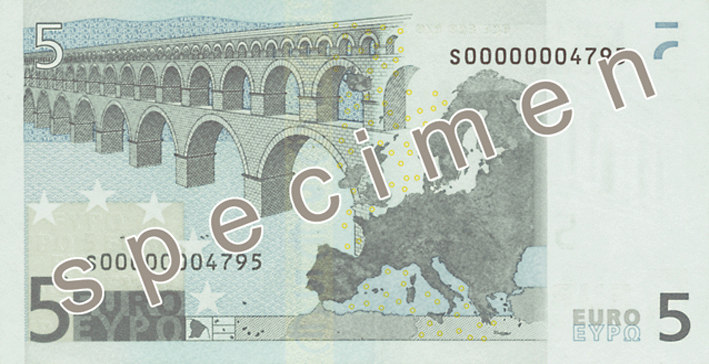
5 eurobiljet

Op een briefje van 5 euro staat een Romeins aquaduct afgebeeld. Het bouwwerk op het biljet zou waarschijnlijk instorten als dit in het echt zou worden geconstrueerd. De tekenaar heeft zich namelijk geïnspireerd op de Pont du Gard (Frankrijk), maar mocht geen bestaand bouwwerk overnemen. Daarom heeft hij het aantal bogen op de tweede rij verdubbeld, zodat er telkens een steunbeer op het midden van de boog eronder komt te staan.
Bogen dragen krachten over doordat de boog volgens de as van de boog samengedrukt wordt. Daarom worden bogen gemaakt in materialen die goed druk kunnen opnemen, zoals beton of steen. Het gewicht dat de 'foute' steunbeer doorgeeft, grijpt loodrecht aan op as van de onderliggende boog. Deze kracht kan daarom onmogelijk worden opgenomen door druk in de boog: in plaats daarvan wordt de boog platgedrukt.

### Noten

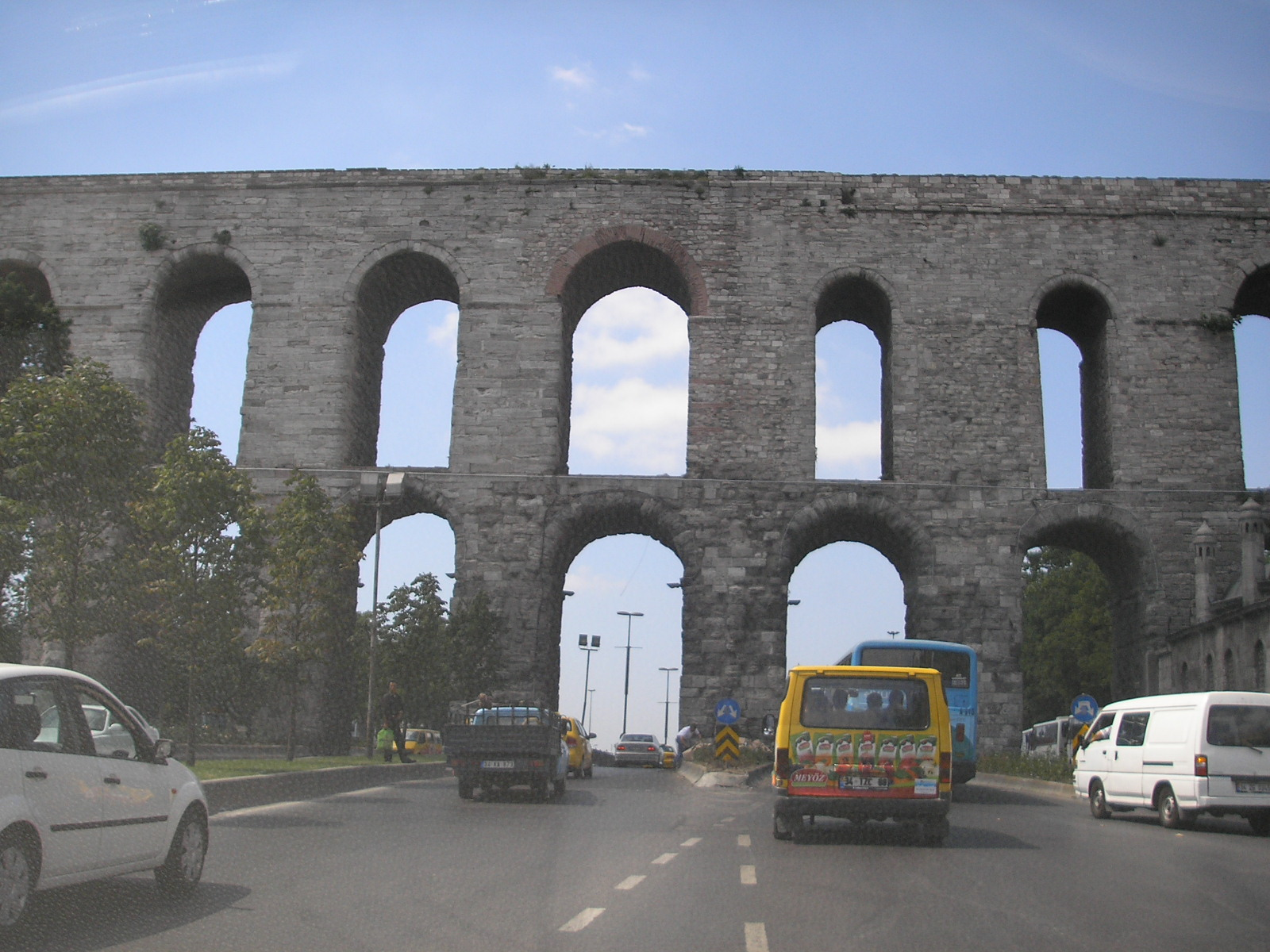
Aquaduct van Valens, in Istanbul